# Жгонский язык
Жго́нский язы́к — разновидность офенского языка, условный язык костромских пимокатов.
Жгонский язык относится к числу так называемых «условных языков» русских ремесленников, которые употребляли подобные языки в качестве особых корпоративных средств общения с целью, чтобы разговоры не были понятны окружающим. Впервые наличие особого искусственного языка у костромских шерстобитов отметил В. И. Даль.
По мнению С. М. Стрельникова, название языка и самоназвание костромских валяльщиков («жгоны») происходит от удмуртского словосочетания «овечья шерсть» (удм. ыж гон).
Вот что пишет А. В. Громов, автор книги «Жгонский язык»:
Мне с детства был знаком и интересен жгонский жаргон, условный язык пимокатов. В своей деревне Макарово Мантуровского района Костромской области я постоянно слышал, как в обычную речь наши мужчины в шутку, а иногда и всерьёз вставляли незнакомые мне слова, которые как-то по-особому оживляли речь. Это и были жгонские слова.
Почти все мужчины нашей деревни, и мой отец в их числе, были пимокатами-отходниками, жгонами. Как только кончались летние полевые работы, они отправлялись на жгонку, на чужую сторону, в другие районы своей области и в другие области — до Сибири включительно. Этот отхожий промысел вызывался нуждой, необходимостью зарабатывать деньги на хлеб, которого всегда не хватало в нашей деревне. Ходили на жгонку обычно по двое — хозяин-мастер с работником, начинающим пимокатом. Отходничество продолжалось два-три месяца — от начала сентября до Николы-зимнего (21 декабря по н. с.), а у особо старательных — до Крещения (19 января н. с.). Большинство пимокатов стремились ходить на жгонку на одно знакомое им место, называемое по-жгонски киндоводство. Это были хорошие, добросовестные работники. Разумеется, бывали в деревне и плохие катовалы, которые ежегодно меняли место работы из-за боязни неприятностей от местных жителей. Бракоделов в своей деревне также не уважали и смеялись над ними.
Отхожий промысел жгонов и вызвал появление условного тайного жгонского языка, подобного, например, жаргону владимирских офеней и др. Он служил для общения между пимокатами, разговаривавшими на этом языке в присутствии посторонних людей, которых было нежелательно посвящать в секреты своего ремесла. Нередко в годы Великой Отечественной войны солдаты-жгоны использовали тайный язык в письмах домой.
Жгонское отходничество в моей деревне и в других близлежащих местах прекратилось в 60-е годы XX в. В результате утратилась и необходимость в особом условном языке пимокатов, и в настоящее время он находится на грани полного исчезновения.
Сбор материала для своего словаря А. В. Громов начал с записей жгонских слов от своего отца и односельчан ещё в 50-е годы XX века Позднее география этих записей расширилась, охватив три района Костромской области — Макарьевский, Мантуровский и Нейский, в которых практически все деревенские мужчины были жгонами. Кроме того, в словарь вошли материалы картотеки Костромского педагогического университета, собранные студентками во время диалектологической практики.
Лексика жгонского языка  собиралась и Севернорусской топонимической экспедицией Уральского госуниверситета во второй половине 1970-х годов в Нейском и Мантуровском районах.